# Salmo 60
El salmo 60  es, según la numeración hebrea, el sexagésimo salmo del Libro de los salmos de la Biblia. Corresponde al salmo 59 según la numeración de la Biblia Septuaginta griega, empleada también en la Vulgata latina. Por este motivo, recogiendo la doble numeración, a este salmo también se le refiere como el salmo 60 (59).
Está dirigido «al Músico principal en Susananedut  Mictam de David, cuando luchó con Aramnaharaim y con Aramzoba, cuando Joab regresó y derrotó a Edom en el valle de la sal doce mil».
El texto del encabezado en la Versión Estándar Revisada y la Nueva Biblia Estadounidense (Edición Revisada) se refiere a Aram-Zobah, mientras que en la Versión Nueva Biblia del rey Jacobo la referencia es a Zobah.

## Texto
- Textos de la fuente principal: Masorético, Septuaginta y Rollos del Mar Muerto.[3]
- Consta de 14 versículos (consulte «Numeración de versículos»).[4]
- En la versión de la Nueva Traducción de la Sociedad Bíblica de Indonesia, este salmo se titula «Oración por la victoria».[5]
- Este salmo es un Miktam traducido como «salmo de oro» en la versión inglesa, o «esteógrafo» en la Septuaginta.  Este término se usa 6 veces en la Biblia, al comienzo de los Salmos 16 y del salmo 56 al salmo 60.[6]
- Este salmo proporciona información adicional de los eventos registrados en II Samuel 8: 3-8 y II Samuel 8:13, en los que David, con la ayuda de Joab, su comandante, luchó contra Hadad-ezer hijo de Rehob, rey de Soba.[7]
- La última parte de este Salmo (versículos 7-14) es la misma que la última parte del Salmo 108 (también versículos 7-14).[8]

La siguiente tabla muestra el texto en hebreo del salmo con vocales, junto con el texto en griego koiné de la Septuaginta y la traducción al español de la Biblia del Rey Jacobo. Tenga en cuenta que el significado puede diferir ligeramente entre estas versiones, ya que la Septuaginta y el texto masorético provienen de tradiciones textuales diferentes. En la Septuaginta, este salmo está numerado como Salmo 59.
| #      | Hebreo                                                                          | Español | Griego |
| ------ | ------------------------------------------------------------------------------- | --- | --- |
| [ 12 ] | לַ֭מְנַצֵּחַ עַל־שׁוּשַׁ֣ן עֵד֑וּת מִכְתָּ֖ם לְדָוִ֣ד לְלַמֵּֽד׃                                              | (Al músico principal sobre Shushaneduth, Michtam de David, para enseñar;                                                   | Εἰς τὸ τέλος· τοῖς ἀλλοιωθησομένοις ἔτι, εἰς στηλογραφίαν τῷ Δαυΐδ, εἰς διδαχήν,                                                        |
|        | בְּהַצּוֹת֨וֹ ׀ אֶ֥ת־אֲרַ֣ם נַהֲרַיִם֮ וְאֶת־אֲרַ֢ם צ֫וֹבָ֥ה וַיָּ֤שׇׁב יוֹאָ֗ב וַיַּ֣ךְ אֶת־אֱד֣וֹם בְּגֵיא־מֶ֑לַח שְׁנֵ֖ים עָשָׂ֣ר אָֽלֶף׃ | cuando luchó contra Aramnaharaim y contra Aramzoba, cuando Joab regresó, y mató a doce mil edomitas en el valle de la sal. | ὁπότε ἐνεπύρισε τὴν Μεσοποταμίαν Συρίας καὶ τὴν Συρίαν Σοβά, καὶ ἐπέστρεψεν ᾿Ιωάβ, καὶ ἐπάταξε τὴν φάραγγα τῶν ἁλῶν, δώδεκα χιλιάδας. - |
| 1      | אֱ֭לֹהִים זְנַחְתָּ֣נוּ פְרַצְתָּ֑נוּ אָ֝נַ֗פְתָּ תְּשׁ֣וֹבֵֽב לָֽנוּ׃                                             | Oh Dios, nos has desechado, nos has dispersado, te has disgustado; vuelve a nosotros.                                      | Ο ΘΕΟΣ, ἀπώσω ἡμᾶς καὶ καθεῖλες ἡμᾶς, ὠργίσθης καὶ οἰκτείρησας ἡμᾶς.                                                                    |
| 2      | הִרְעַ֣שְׁתָּה אֶ֣רֶץ פְּצַמְתָּ֑הּ רְפָ֖ה שְׁבָרֶ֣יהָ כִי־מָֽטָה׃                                              | Tú has hecho temblar la tierra; tú la has quebrantado: sana sus brechas, porque se tambalea.                               | συνέσεισας τὴν γῆν καὶ συνετάραξας αὐτήν· ἴασαι τὰ συντρίμματα αὐτῆς ὅτι ἐσαλεύθη.                                                      |
| 3      | הִרְאִ֣יתָ עַמְּךָ֣ קָשָׁ֑ה הִ֝שְׁקִיתָ֗נוּ יַ֣יִן תַּרְעֵלָֽה׃                                                | Has mostrado cosas duras a tu pueblo; nos has hecho beber vino de aturdimiento.                                            | ἔδειξας τῷ λαῷ σου σκληρά, ἐπότισας ἡμᾶς οἶνον κατανύξεως.                                                                              |
| 4      | נָ֘תַ֤תָּה לִּירֵאֶ֣יךָ נֵּ֭ס לְהִתְנוֹסֵ֑ס מִ֝פְּנֵ֗י קֹ֣שֶׁט סֶֽלָה׃                                            | Has dado un estandarte a los que te temen, para que lo desplieguen por la verdad. Selah.                                   | ἔδωκας τοῖς φοβουμένοις σε σημείωσιν τοῦ φυγεῖν ἀπὸ προσώπου τόξου. (διάψαλμα).                                                         |
| 5      | לְ֭מַעַן יֵחָלְצ֣וּן יְדִידֶ֑יךָ הוֹשִׁ֖יעָה יְמִינְךָ֣ (ועננו) [וַעֲנֵֽנִי]׃                                | Para que tus amados sean liberados; sálvalos con tu diestra y escúchame.                                                   | ὅπως ἂν ῥυσθῶσιν οἱ ἀγαπητοί σου, σῶσον τῇ δεξιᾷ σου καὶ ἐπάκουσόν μου.                                                                 |
| 6      | אֱלֹהִ֤ים ׀ דִּבֶּ֥ר בְּקׇדְשׁ֗וֹ אֶ֫עְלֹ֥זָה אֲחַלְּקָ֥ה שְׁכֶ֑ם וְעֵ֖מֶק סֻכּ֣וֹת אֲמַדֵּֽד׃                               | Dios ha hablado en su santidad; me regocijaré, dividiré Siquem y repartiré el valle de Sucot.                              | ὁ Θεὸς ἐλάλησεν ἐν τῷ ἁγίῳ αὐτοῦ· ἀγαλλιάσομαι καὶ διαμεριῶ Σίκιμα καὶ τὴν κοιλάδα τῶν σκηνῶν διαμετρήσω.                               |
| 7      | לִ֤י גִלְעָ֨ד ׀ וְלִ֬י מְנַשֶּׁ֗ה וְ֭אֶפְרַיִם מָע֣וֹז רֹאשִׁ֑י יְ֝הוּדָ֗ה מְחֹֽקְקִֽי׃                                | Gilead es mío, y Manasés es mío; Efraín también es la fortaleza de mi cabeza; Judá es mi legislador;                       | ἐμός ἐστι Γαλαάδ, καὶ ἐμός ἐστι Μανασσῆ, καὶ ᾿Εφραὶμ κραταίωσις τῆς κεφαλῆς μου, ᾿Ιούδας βασιλεύς μου·                                  |
| 8      | מוֹאָ֤ב ׀ סִ֬יר רַחְצִ֗י עַל־אֱ֭דוֹם אַשְׁלִ֣יךְ נַעֲלִ֑י עָ֝לַ֗י פְּלֶ֣שֶׁת הִתְרוֹעָֽעִי׃                            | Moab es mi lavabo; sobre Edom arrojaré mi calzado: Filistea, triunfa a causa de mí.                                        | Μωὰβ λέβης τῆς ἐλπίδος μου, ἐπὶ τὴν ᾿Ιδουμαίαν ἐκτενῶ τὸ ὑπόδημά μου, ἐμοὶ ἀλλόφυλοι ὑπετάγησαν.                                        |
| 9      | מִ֣י יֹ֭בִלֵנִי עִ֣יר מָצ֑וֹר מִ֖י נָחַ֣נִי עַד־אֱדֽוֹם׃                                              | ¿Quién me llevará a la ciudad fortificada? ¿Quién me guiará a Edom?                                                        | τίς ἀπάξει με εἰς πόλιν περιοχῆς; ἢ τίς ὁδηγήσει με ἕως τῆς ᾿Ιδουμαίας;                                                                 |
| 10     | הֲלֹֽא־אַתָּ֣ה אֱלֹהִ֣ים זְנַחְתָּ֑נוּ וְֽלֹא־תֵצֵ֥א אֱ֝לֹהִ֗ים בְּצִבְאוֹתֵֽינוּ׃                                   | ¿No es tú, oh Dios, quien nos ha desechado? ¿Y tú, oh Dios, quien no saliste con nuestros ejércitos?                       | οὐχὶ σύ, ὁ Θεός, ὁ ἀπωσάμενος ἡμᾶς; καὶ οὐκ ἐξελεύσῃ, ὁ Θεός, ἐν ταῖς δυνάμεσιν ἡμῶν;                                                   |
| 11     | הָֽבָה־לָּ֣נוּ עֶזְרָ֣ת מִצָּ֑ר וְ֝שָׁ֗וְא תְּשׁוּעַ֥ת אָדָֽם׃                                                | Danos ayuda en la angustia, porque en vano es la ayuda del hombre.                                                         | δὸς ἡμῖν βοήθειαν ἐκ θλίψεως, καὶ ματαία σωτηρία ἀνθρώπου.                                                                              |
| 12     | בֵּאלֹהִ֥ים נַֽעֲשֶׂה־חָ֑יִל וְ֝ה֗וּא יָב֥וּס צָרֵֽינוּ׃                                                | Con Dios haremos valientes hazañas, porque él es quien pisoteará a nuestros enemigos.                                      | ἐν τῷ Θεῷ ποιήσωμεν δύναμιν, καὶ αὐτὸς ἐξουδενώσει τοὺς θλίβοντας ἡμᾶς.                                                                 |

### Versión de la Biblia Reina-Valera 1960
1. Oh Dios, tú nos has desechado, nos quebrantaste; Te has airado; !!vuélvete a nosotros!
2. Hiciste temblar la tierra, la has hendido; Sana sus roturas, porque titubea.
3. Has hecho ver a tu pueblo cosas duras; Nos hiciste beber vino de aturdimiento.
4. Has dado a los que te temen bandera Que alcen por causa de la verdad. Selah
5. Para que se libren tus amados, Salva con tu diestra, y óyeme.
6. Dios ha dicho en su santuario: Yo me alegraré; Repartiré a Siquem, y mediré el valle de Sucot.
7. Mío es Galaad, y mío es Manasés; Y Efraín es la fortaleza de mi cabeza; Judá es mi legislador.
8. Moab, vasija para lavarme; Sobre Edom echaré mi calzado; Me regocijaré sobre Filistea.
9. ¿Quién me llevará a la ciudad fortificada? ¿Quién me llevará hasta Edom?
10. ¿No serás tú, oh Dios, que nos habías desechado, Y no salías, oh Dios, con nuestros ejércitos?
11. Danos socorro contra el enemigo, Porque vana es la ayuda de los hombres.
12. En Dios haremos proezas, Y él hollará a nuestros enemigos.

### Versión de La Biblia de las Américas
1. Oh Dios, tú nos has rechazado, nos has quebrantado, te has airado. Restáuranos, oh Dios.
2. Has hecho temblar la tierra, la has hendido; sana sus hendiduras, porque se tambalea.
3. Cosas duras has hecho ver a tu pueblo; nos has dado a beber vino embriagador.
4. Has dado un estandarte a los que te temen, para que sea alzado por causa de la verdad. (Selah)
5. Para que sean librados tus amados, salva con tu diestra, y respóndeme.
6. Dios ha hablado en su santuario: Me alegraré, repartiré a Siquem, y mediré el valle de Sucot.
7. Mío es Galaad, mío es Manasés, Efraín es el yelmo[g] de mi cabeza, Judá es mi cetro.
8. Moab es la vasija en que me lavo; sobre Edom arrojaré mi calzado; clama a gritos, oh Filistea, a causa de mí.
9. ¿Quién me conducirá a la ciudad fortificada? ¿Quién me guiará hasta Edom?
10. ¿No eres tú, oh Dios, el que nos ha rechazado? ¿No saldrás, oh Dios, con nuestros ejércitos?
11. Danos ayuda contra el adversario, pues vano es el auxilio del hombre.
12. En Dios haremos proezas, y Él hollará a nuestros adversarios.

## Comentarios

### A todo el salmo
El Salmo 60 muestra al pueblo de Dios derrotado por sus enemigos, no por la fuerza de éstos, sino porque Dios se ha airado contra su pueblo. A diferencia de los salmos anteriores, donde el justo pedía ayuda contra enemigos personales (Sal 56–59), aquí es toda la comunidad la que reconoce su culpa y pide auxilio.
La oración comienza con la confesión de que Dios ha sido quien ha roto las defensas del pueblo (vv. 3-5), pero también ha dado una señal de salvación (vv. 6-7). Luego viene una respuesta divina en forma de oráculo: Dios reafirma su soberanía sobre Israel y sus vecinos (vv. 8-10). Finalmente, el salmo concluye con una petición de ayuda y una declaración de confianza: solo con Dios pueden vencer; la ayuda humana no basta (vv. 11-14). El salmo se vincula con las victorias de David (cf. 2 Sam 8), pero su mensaje es más general: la verdadera victoria solo llega cuando Dios está con su pueblo. La frase clave, «vana es la salvación que viene del hombre» (v. 13), resume el núcleo del salmo y conecta con el mensaje de san Pablo en Romanos 8,31: si Dios está con nosotros, nadie puede vencernos.

#### A los versículos 1-7
El texto transmite la idea de que, aunque no se mencione explícitamente, se da por hecho un pecado colectivo que habría provocado la intervención punitiva de Dios. La sucesión de verbos que describen desgracias y tienen a Dios como agente subraya la intensidad del castigo. El trasfondo podría ser alguna catástrofe histórica, como la caída de Samaría en 721 a. C. o la de Jerusalén en 587 a. C., ambas marcadas por la derrota militar y sus secuelas. Sin embargo, el relato muestra un giro inesperado: el mismo Dios que ha permitido la derrota ofrece un signo de salvación a los fieles, simbolizado en una “bandera”, que representa una vía de escape y la posibilidad de dirigirle una súplica. Otra interpretación es que, tras la derrota, Dios ha reunido a los suyos y estos, antes de emprender una nueva acción, imploran su intervención.

#### A los versículos 8-10
El oráculo presenta a Dios como un rey vencedor que reparte los territorios conquistados, elige sus posesiones y somete a los pueblos vecinos. La referencia a regiones específicas remite a las campañas de David y el lenguaje sugiere una fuente antigua, quizá relacionada con el Libro de las guerras del Señor. La mención de Judá como cetro alude a la promesa dinástica de 2 Samuel 7. Dado que los versículos 7-14 aparecen también en el Salmo 108, es probable que se trate de un texto oracular independiente, posteriormente integrado en el salmo.

## Numeración de versos
En la Biblia de Indonesia, este salmo consta de 14 versIculos, de los cuales los versículos 1 y 2 son introductorios «Para el líder del coro. Según la canción: El lirio del testimonio. El Miktam de David para enseñar, cuando luchó contra Aram-Mesopotamia y Aram-Zoba, y cuando Joab, de camino a casa, había derrotado a doce mil edomitas en el Valle Salado». (Nueva traducción de la Sociedad Bíblica de Indonesia). En la Biblia en inglés, a esta oración introductoria no se le asigna un número de versículo, por lo que solo hay 12 versículos en total, donde el versículo 1 en inglés es el mismo que el versículo 3 en indonesio y así sucesivamente.

## Esquema
El salmo se puede desglosar de la siguiente manera: 
- Versículo 1f .: encabezado[20]
- Versículos 3–7: Dios ha rechazado:
  - Versículos 3-5: Lamento
  - Versículo 6f .: confianza y solicitud
- Versículos  8-11: Dios ha hablado
- Versículos 12-14: Dios ha rechazado:
  - Versículo 12: Lamento
  - Versículo 13f .: Por favor y confía[21]

## Citas
El salmo se clasifica de manera diferente en el período del exilio, el período posterior al exilio o se diferencia según las partes en ambos.

## Imágenes geográficas
En el Versículo 8, muchos consideran que «Moab es mi palangana» para referirse al Mar Muerto en las cercanías de Moab, y «Sobre Edom arrojaré mi sandalia» se considera que Edom se convierte en un sirviente humilde, como un sirviente que limpia sandalias de maestro. Los comentarios con ese punto de vista incluyen Barnes, Elliot's Commentary for English Readers y Cambridge Bible for Schools and Colleges.  Salmo 108 también usa la imagen de arrojar una sandalia sobre Edom.
Herodes era un idumeo, un edomita, que gobernaba a los judíos en su época. Algunos comentaristas, como Ray Vander Laan en «A la sombra de Herodes», verían esta promesa apuntando a una victoria de los judíos sobre Edom similar a otras promesas de que Esaú (el padre de los idumeos) serviría a Jacob y finalmente no se cumplió. hasta Cristo.
El «Valle de la Sal» también se conoce como el «Valle de las Salinas».

## Usos

### Judaísmo
En la liturgia judía, se recita en Shushan Purim. versículo 7 es parte del párrafo final de la Amidá .